# João Antunes Guimarães
João Antunes Guimarães (São Salvador de Briteiros (Guimarães), 16 de fevereiro de 1877 — Porto, 11 de janeiro de 1951) foi um médico e político do sector católico mais conservador dos tempos da Primeira República que se destacou entre os ideólogos do ruralismo e do corporativismo português, tendo sido um dos mais destacados apoiantes da solução ditatorial que conduziu ao regime do Estado Novo. Exerceu as funções de Ministro do Comércio e Comunicações do 6.º e 7.º governos da Ditadura Nacional (8 de julho de 1929 a 5 de julho de 1932) e de deputado à Assembleia Nacional do Estado Novo da I à V legislatura, falecendo no cargo.

## Biografia
Nasceu em São Salvador de Briteiros, filho do conselheiro Serafim Antunes Rodrigues Guimarães e de sua esposa, Rita Isabel de Freitas Fernandes, ricos proprietários agrícolas. Médico formado pela Faculdade de Medicina da Universidade de Coimbra, após a formatura ingressou de imediato nos negócios fundiários familiares e na atividade política, optando por não exercer a medicina.
Ideologicamente pertencia ao setor católico conservador, embora de matriz republicana, e as suas ligações aos negócioa agrícolas fizeram dele um dos mais conhecidos defensores do paradigma ruralista português, apontando como uma das características nucleares do salazarismo. Defensor da solução ditatorial para colocar termo à democracia libera da I República. Manteve-se fiel a este ideário até ao final da sua vida. Pertenceu ao núcleo duro dos seguidores de António de Oliveira Salazar, tendo falecido no exercício das funções de deputado no decurso da V legislatura do Estado Novo.
Após o golpe de 28 de maio de 1926 passou a ter intensa actividade política, sendo nomeado presidente da comissão administrativa da Junta Geral do Distrito do Porto. Pouco depois foi convidado a integrar o governo, como Ministro do Comércio e Comunicações, cargo que exerceu no 6.º da Ditadura Nacional (de 8 de julho de 1929 a 21 de janeiro de 1930), presidido por Ivens Ferraz, e no governo que lhe sucedeu, o  7.º governo da Ditadura Nacional (de 21 de janeiro de 1930 a 5 de julho de 1932), presidido por Domingos de Oliveira. No período em que exerceu funções ministeriais, lançou as bases para a construção do Porto de Leixões, elaborou a proposta da Lei dos Melhoramentos Rurais e protagonizou as primeiras tentativas de «condicionamento industrial», mecanismo que pretendia proteger a pequena indústria, nomeadamente a indústria caseira, contra o suposto avanço da industrialização em  massa.
Foi escolhido para deputado logo na I Legislatura (1935-1938) da Assembleia Nacional, mantendo-se naquela assembleia até falecer em 1951. Foi um dos deputados mais participativos, com múltiplas intervenções sobre uma grande diversidade de assuntos, mas com destaque para as questões políticas e de organização do Estado e para as questões agrárias. Para além das funções de deputado, foi presidente da Junta de Província do Douro Litoral e vogal da comissão administrativa da Junta Autónoma dos Portos do Douro e Leixões.
No campo da política partidária, foi presidente da Comissão Distrital do Porto da União Nacional e fez parte, como vogal, da primeira Comissão Central da União Nacional, constituída em novembro de 1932. Colaborou activamente no I Congresso da União Nacional (maio de 1934), no qual presidiu à 10.ª Subsecção (Obras Públicas e Comunicações: Melhoramentos Rurais), na qual apresentou uma comunicação intitulada «A política rural na situação 28 de Maio».
João Antunes Guimarães é lembrado na toponímia de Baião, Matosinhos e Porto.